# Zang Kejia
Dans ce nom, le nom de famille précède le nom personnel.
Zang Kejia est un poète chinois né le 8 octobre 1905 à Zhucheng en Chine et décédé le 5 février 2004 à Pékin.